# Wellcome Library
The Wellcome Library är ett bibliotek baserat på  Sir Henry Wellcomes (1853–1936) samlingar. Wellcome använde en del av sin förmögenhet till att skapa en mycket framstående samling av böcker och skrifter. Wellcome intresserade sig för medicinsk historia i dess bredaste definition, som inkluderade alkemi och häxkonst. Sedan hans död 1936 ansvarar Wellcome Trust för samlingarna. Wellcome Library är öppet för alla och är fritt att använda.

## Historia
Henry Wellcome började samla böcker i slutet av 1890-talet, med hjälp av en rad agenter och återförsäljare, och genom att resa runt i världen. Wellcomes första stora inköp av böcker ägde rum på auktionen av William Morris bibliotek 1898, där han blev den största enskilda köparen när han köpte en tredjedel av samlingarna. Han intresserade sig för litteratur från hela världen och samlingen representerar ett stort antal språk. Betydande samlingar som förvärvades under den tidigaste period inkluderade den medicinska historikern och bibliotekarien vid Royal College of Physicians, Joseph Frank Paynes bibliotek, köpt 1911, och större delen av München-historikern Ernst Darmstaedters bibliotek, köpt 1930.
När Henry Wellcome dog, testamenterades huvuddelen av hans egendom och hans samling till ett organ av förvaltare, som skapade Wellcome Trust. Dess primära uppgift var att använda inkomsterna från stiftelsen för att stödja pågående biomedicinsk forskning, men de hade också i uppdrag att främja studiet av medicinsk historia genom vård och underhåll av samlingarna. Därför påbörjades ett program för sortering och rationalisering, som pågick under från 1940-talet och framåt.
Bibliotekets historia under 1900-talets senare decennier har handlat om fortsatt tillväxt och utveckling. Ett betydande tillskott under 1980-talet var köpet av manuskript, och cirka 10 000 tryckta böcker, från Medical Society of London Library.

### Bibliotekets namn
Wellcome-biblioteket har bytt namn mer än en gång. Under åren från det tidiga nittonhundratalet och framåt har det varit känt, formellt och informellt, som "The Wellcome Reference Library" (ca 1930), "The Wellcome Research Library" (till 1941), "Wellcome Historical Medical Museum and Library" (till 1968), "The Wellcome Historical Medical Research Library" (slutet av 1960-talet och början av 1970-talet), "Wellcome Institute of (senare "för") the History of Medicine [Library], "Wellcome Institute Library" (1980-talet), " Wellcome Library for the History and Understanding of Medicine" (tidigt 2000-tal).
Wellcome Trusts aktiviteter kring medicinens historia, och om allmänhetens förståelse av vetenskap, sammanfördes 1998 för att skapa en ny avdelning för medicin, samhälle och historia. Biblioteket har ett bredare uppdrag än bara medicinens historia, och är idag (2019) en del av Wellcome Collection och syftar till att främja både historien och förståelsen för medicin.

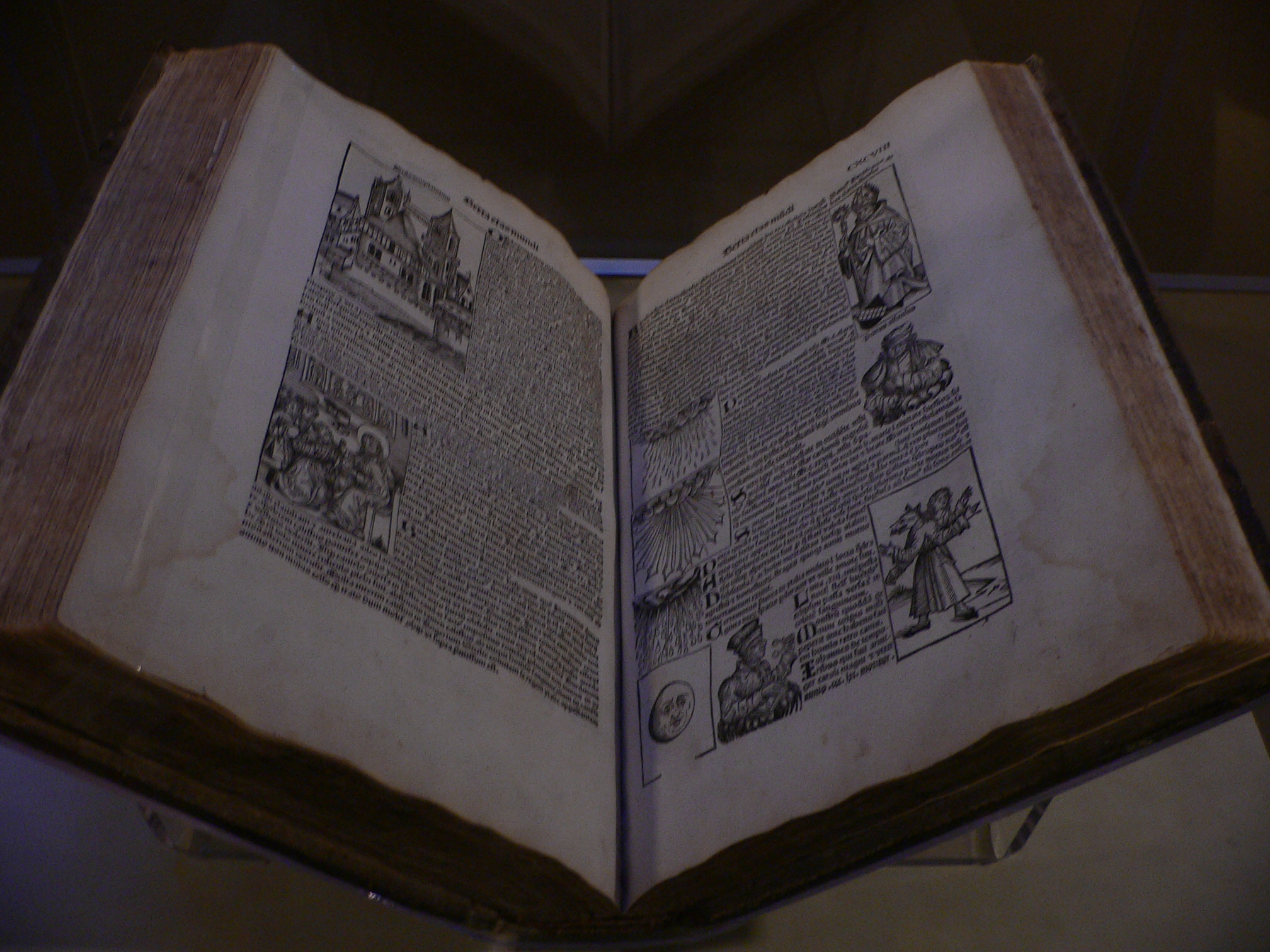
Liber chronicarum - mer känd som Nürnbergkrönikan. Boken är en historiekrönika, med start från skapelsen, skriven på latin av Hartmann Schedel, en läkare från Nürnberg. Den köptes av Henry Wellcome 1898, på auktionen av Library of William Morris.

### Medicinsamlingens historia
En samling böcker, tidskrifter och annat tryckt material, och elektroniska resurser, som behandlar historien om alla aspekter av medicinsk vetenskap och praktik, såväl som tillhörande vetenskapliga discipliner, samhällsvetenskap och humaniora - omfattar för närvarande mer än 80 000 volymer på många språk, utgiven från 1850 till våra dagar.

### Medicinsk samling
Medicinska samlingen innehåller tryckta verk av medicinsk och vetenskaplig litteratur som publicerats från 1400-talet till våra dagar, inklusive sällsynta böcker och efemera. Samlingen omfattar tusentals medicinska monografier, anatomiska atlaser, farmakopéer och cirka 20 000 artiklar av medicinska efemera, samt ett växande antal elektroniska resurser som täcker en mängd olika ämnen inklusive populärvetenskap, konsumenthälsa, biomedicinsk vetenskapspolitik, forskningsetik, vetenskap utbildning och allmänhetens engagemang i vetenskap.

### Asiatiska samlingar
De asiatiska samlingarna omfattar cirka 12 000 manuskript och 4 000 tryckta böcker på 43 olika språk och är skrivna på material som papper, palmblad, siden, elfenben, metall, ben, bambu och trädbark. Ett medicinskt recept från det antika Egypten, skrivet på papyrus (ca 1100 f.Kr.), är det äldsta dokumentet i Wellcome Library. Den största manuskriptsamlingen i biblioteket är Indiska samlingen, som inkluderar en av de största sanskritsamlingarna utanför Indien, med cirka 6500 föremål.

### Arkiv och manuskript
Inkluderar många opublicerade europeiska uppteckningar från antiken till 1900-talet - manuskripten innehåller material på 25 olika språk. 1900-talsarkiven koncentrerar sig på material på engelska. De inkluderar uppsatser från framstående personer inom medicinsk vetenskap och relaterade områden (som Francis Crick och Melanie Klein) såväl som register över många och olika organisationer:

### Sällsynt boksamling
Cirka 60 000 sällsynta böcker före 1851 inklusive ca. 600 inkunabel (böcker tryckta före 1501) och ca. 5000 böcker från 1500-talet. Alla aspekter av medicinsk vetenskap och praktik är representerade.

### Samling av målningar, tryck och teckningar
De har mer än 100 000 tryck, teckningar, målningar, fotografier och andra medier, från 1300-talet till idag, och geografiskt från Japan och Kina i öster genom Tibet och Indien till Turkiet, Europa och Amerika, med mindre samlingar som handlar om Afrika och Australasien. I enlighet med Wellcomes filosofi visar verken medicinens historiska och kulturella sammanhang samt interna utvecklingar inom medicinska tekniker och metoder.

### Samlingar av rörlig bild och ljud
Samlingen har mer än 4 000 filmer och videor och 1 500 ljudband, både sända och icke-sända, som täcker medicinens många och olika aspekter: sociala och kliniska vetenskapsområden, historiska och aktuella ämnen, fysiska och psykologiska aspekter av hälsa och kirurgi. Vissa av dessa titlar är tillgängliga via en YouTube-kanal.

### Wellcome bilder
Ett urval av bilder från Wellcome Librarys samlingar ingår i Wellcome Images, från illustrationer i manuskript och sällsynta böcker till målning, tryck och fotografier. I januari 2014 släpptes dessa bilder under en Creative Commons-Attribution-licens för kommersiellt och icke-kommersiellt bruk. 97 455 av dessa CC-licensierade bilder har laddats upp i bulk till Wikimedia Commons. Wellcome Images har också en stor samling av samtida kliniska och biomedicinska bilder från undervisningssjukhus, forskningslaboratorier och fotografer i hela Storbritannien och utanför. Dessa är fritt tillgängliga för nedladdning för personlig, akademisk undervisning eller studieanvändning, även under Creative Commons-licenser.

## Wikimedian in residence
Från maj 2016 till oktober 2017 var Wellcome Library värd för en Wikimedian in residence, i samarbete med Wikimedia UK. Residencyens mål inkluderade att förbättra synligheten och användningen av bilder från Wellcome som laddats upp på Wikimedia Commons, att utbilda personal och besökare i hur man redigerar och att hjälpa till att förbättra medicinen och historien om medicininnehåll på Wiki-projekt (särskilt sidor om mental hälsa). 